# Agente Sommos
Agente Sommos é uma série de história em quadrinhos criada por Flávio Luiz. O nome do personagem-título faz um trocadilho com "a gente somos", que seria uma forma gramaticalmente incorreta de falar "nós somos" ou "a gente é". A série é uma paródia dos filmes de espionagem, com o herói Agente Sommos vivendo aventuras na organização M.E.N.A.S. (Movimento Espionário Nacional Altamente Secreto) ao lado de seus colegas Agente Syfod, os Agentes gêmeos Mhorre e Khorre e a Agente “E”. Eles combatem a organização M.E.R.M.O. (Mutretas Espionistas Revoltadas Mortalmente Orquestradas).
O primeiro álbum da série, Agente Sommos e o Beliscão Atômico foi lançado em 2018 pela editora Papel A2 Texto & Arte, com prefácio de Reinaldo Figueiredo e posfácio de Ota. O livro ganhou, em 2019, o 31º Troféu HQ Mix na categoria "melhor publicação de humor".
Em 2019, foi lançado o segundo álbum da série, Hora, hora, hora, Sommos, no qual Agente Sommos precisa impedir uma série de atentados ocorridos pelo Brasil, com figuras significativas de seu passados reaparecendo.